# Campeonato Mundial de Gimnasia en Trampolín de 2021
El XXXV Campeonato Mundial de Gimnasia en Trampolín se celebró en Bakú (Azerbaiyán) entre el 18 y el 21 de noviembre de 2021 bajo la organización de la Federación Internacional de Gimnasia (FIG) y la Federación Azerbaiyana de Gimnasia.
Las competiciones se realizaron en la Arena Nacional de Gimnasia de la capital azerbaiyana. 

## Medallistas

### Masculino
| Evento                         | Oro                                                                                         | Plata                                                                             | Bronce                                                                               |
| ------------------------------ | ------------------------------------------------------------------------------------------- | --------------------------------------------------------------------------------- | ------------------------------------------------------------------------------------ |
| Trampolín individual (21.11)   | Yan Langyu China 61,825                                                                     | Ryusei Nishioka Japón 60,620                                                      | Aleh Rabtsau · Bielorrusia · 60,385                                                  |
| Trampolín por equipo (19.11)   | Ivan Litvinovich · Aleh Rabtsau · Andrei Builou · Aliaxei Dudarau · Bielorrusia · 180,690   | Ryosuke Sakai Hiroto Unno Ryusei Nishioka Ryonosuke Nomura Japón 178,335          | Mijail Melnik · Nikita Fedorenko · Dmitri Ushakov · Kiril Panteleyev · RGF · 169,550 |
| Trampolín sincronizado (20.11) | Andrei Builou · Aleh Rabtsau · Bielorrusia · 52,930                                         | Fabian Vogel · Matthias Pfleiderer · Alemania · 52,290                            | Josuah Faroux Pierre Gouzou Francia 52,050                                           |
| Doble mini individual (20.11)  | Vasili Makarski · RGF · 77,400                                                              | Diogo Cabral Portugal 75,100                                                      | Rubén Padilla Estados Unidos 74,900                                                  |
| Doble mini por equipo (19.11)  | Alexandr Odintsov · Vasili Makarski · Mijail Zalomin · Mijail Yurev · RGF · 115,800         | Diogo Fernandes Diogo Cabral Tiago Romão André Nunes Portugal 111,300             | David Franco · Carlos del Ser · Andrés Martínez · Santiago Brea · España · 108,700   |
| Tumbling individual (21.11)    | Alexandr Lisitsyn · RGF · 80,000                                                            | Mixail Malkin Azerbaiyán 76,300                                                   | Kaden Brown Estados Unidos 75,400                                                    |
| Tumbling por equipo (19.11)    | Alexei Svetlishnikov · Vadim Afanasiev · Alexandr Lisitsyn · Maxim Riabikov · RGF · 112,800 | Jaydon Paddock William Cowen Kristof Willerton Elliott Browne Reino Unido 111,200 | Martin Abildgaard Magnus Lindholmer Adam Matthiesen Johannes Sømod Dinamarca 106,900 |

### Femenino
| Evento                         | Oro                                                                                      | Plata                                                                                             | Bronce                                                                              |
| ------------------------------ | ---------------------------------------------------------------------------------------- | ------------------------------------------------------------------------------------------------- | ----------------------------------------------------------------------------------- |
| Trampolín individual (21.11)   | Bryony Page Reino Unido 56,235                                                           | Cao Yunzhu China 55,815                                                                           | Yana Lebedeva · RGF · 55,800                                                        |
| Trampolín por equipo (19.11)   | Reina Satake Hikaru Mori Yumi Takagi Narumi Tamura Japón 164,245                         | Fan Xinyi Huang Yanfei Cao Yunzhu Lin Qianqi China 163,250                                        | Irina Kundius · Mariya Mijailova · Yana Lebedeva · Anna Kornetskaya · RGF · 162,920 |
| Trampolín sincronizado (20.11) | Hu Yicheng Zhang Xinxin China 50,190                                                     | Narumi Tamura Hikaru Mori Japón 49,630                                                            | Catarina Nunes Beatriz Martins Portugal 46,670                                      |
| Doble mini individual (21.11)  | Lina Sjöberg · Suecia · 70,900                                                           | Shelby Nobuhara Estados Unidos 70,000                                                             | Melania Rodríguez · España · 69,600                                                 |
| Doble mini por equipo (19.11)  | Trinity van Natta Shelby Nobuhara Tristan van Natta Lacey Jenkins Estados Unidos 104,900 | Dana Sadkova · Daria Nespanova · Alexandra Bonartseva · Alina Kuznetsova · RGF · 104,800          | Zoe Phaneuf · Hannah Brown · Gabriella Flynn · Canadá · 102,400                     |
| Tumbling individual (20.11)    | Megan Kealy Reino Unido 67,800                                                           | Lucie Tumoine Francia 66,800                                                                      | Tachina Peeters · Bélgica · 66,500                                                  |
| Tumbling por equipo (19.11)    | Émilie Wambote Lucie Tumoine Candy Brière-Vetillard Maëlle Dumitru-Marin Francia 99,400  | Laura Vandevoorde · Louise van Regenmortel · Tachina Peeters · Sofie Rubbrecht · Bélgica · 98,400 | Ashleigh Owen Megan Surman Megan Kealy Louisa Maher Reino Unido 98,100              |

### Mixto
| Evento                    | Oro | Plata | Bronce |
| ------------------------- | --- | --- | --- |
| Concurso completo (21.11) | RGF · Alexandra Bonartseva · Anna Kornetskaya · Yana Lebedeva · Alexandr Lisitsyn · Mijail Melnik · Kiril Panteleyev · Irina Silicheva · Dmitri Ushakov · Mijail Zalomin · 29 | Estados Unidos Maia Amano Kaden Brown Cody Gesuelli Rubén Padilla Isaac Rowley Jessica Stevens Tia Taylor Tristan van Natta 28 | Reino Unido Daniel Berridge Louise Brownsey William Cowen Megan Kealy Rhys Northover Bryony Page Zak Perzamanos Corey Walkes Bethany Williamson 26 |

## Medallero
| Núm. | País           | Oro | Plata | Bronce | Total |
| ---- | -------------- | --- | ----- | ------ | ----- |
| 1    | RGF            | 5   | 1     | 3      | 9     |
| 2    | China          | 2   | 2     | 0      | 4     |
| 3    | Reino Unido    | 2   | 1     | 2      | 5     |
| 4    | Bielorrusia    | 2   | 0     | 1      | 3     |
| 5    | Japón          | 1   | 3     | 0      | 4     |
| 6    | Estados Unidos | 1   | 2     | 2      | 5     |
| 7    | Francia        | 1   | 1     | 1      | 3     |
| 8    | Suecia         | 1   | 0     | 0      | 1     |
| 9    | Portugal       | 0   | 2     | 1      | 3     |
| 10   | Bélgica        | 0   | 1     | 1      | 2     |
| 11   | Alemania       | 0   | 1     | 0      | 1     |
| 11   | Azerbaiyán     | 0   | 1     | 0      | 1     |
| 13   | España         | 0   | 0     | 2      | 2     |
| 14   | Canadá         | 0   | 0     | 1      | 1     |
| 14   | Dinamarca      | 0   | 0     | 1      | 1     |
|      | TOTAL          | 15  | 15    | 15     | 45    |

1. 1 2 3 4 5 6 7 8 9 10  Debido a la decisión del TAS de diciembre de 2020 de suspender los entes deportivos rusos, el equipo de Rusia participa bajo la denominación «Russian Gymnastics Federation» y las siglas RGF.